# Сельцо (Луцкий район)
Сельцо (укр. Сільце) — село в Гороховской городской общине Луцкого района Волынской области Украины.
До 2020 года входило в Гороховский район.
Код КОАТУУ — 0720888603. Население по переписи 2001 года составляет 794 человека. Почтовый индекс — 45743. Телефонный код — 3379. Занимает площадь 18,5 км².